# Lotus 86
Lotus 86 – bolid brytyjskiego zespołu Team Lotus przeznaczony na 1980 rok. Bolid nigdy nie wystartował w wyścigu Grand Prix Formuły 1.